# Frente de Libertação e Independência Nacional da Guiné
A Frente de Libertação e Independência Nacional da Guiné (FLING) foi um partido político da Guiné-Bissau que existiu entre 1962 e 2022. No passado foi um movimento que desempenhou um papel menor na independência da Guiné-Bissau.

## História
A FLING foi fundada em Dacar, no Senegal, em 3 de agosto de 1962, a partir do agrupamento de sete grupos nacionalistas bissau-guineenses, sendo principalmente o Movimento de Libertação da Guiné (MLG), principal movimento do início da luta armada, e a União dos Povos da Guiné (UPG). Além desses dois grupos, agruparam-se à FLING a Reunião Democrática Africana da Guiné (RDAG), a União dos Naturais da Guiné Portuguesa (UNGP) e a União da População Libertada da Guiné (UPLG) e outros dois movimentos menores.
Ao contrário do rival marxista-leninista de frente única binacional Partido Africano da Independência da Guiné e Cabo Verde (PAIGC), o programa da FLING era fortemente influenciado pelo presidente senegalês Léopold Sédar Senghor, isto é, por um conceito de socialismo aplicado à realidade africana e pela negritude, bem como a separação das lutas de libertação da Guiné-Bissau e de Cabo Verde. Seu apoio (bastante fraco se comparado ao PAIGC) vinha de uma pequena parcela da diáspora dos manjacos no Senegal, na França e na Gâmbia. Seus líderes fundadores foram François Mendy, Vicente Có, Formoso Gomes, Jonas Mário Fernandes, Benjamim Pinto Bull, Henri Labery, Manuel Lopes da Silva, Doudou Seidi, Mamadu Seidi e Cesário Alvarenga.
A luta armada, inclusive, teve seu princípio com as ações esporádicas e pouco efetivas do MLG entre 17 e 25 de julho de 1961, com o corte de linhas telefónicas entre São Domingos e a tabanca de Beguingue, o ataque ao aquartelamento de São Domingos, o ataque à estância turística da praia de Ponte Varela e a pilhagem de edifícios públicos e do posto sanitário de Susana. Mesmo com a iniciativa inicial na Frente Norte bissau-guineense, a FLING não conseguia estabelecer uma base no terreno, ficando muito dependente do Senegal.
A partir de 1963, os combates mais intensos levados a cabo pelo PAIGC contra os portugueses começaram, com a FLING passando a ter participação mínima na Frente Norte, mesmo nesse período ainda lutando ao lado do PAIGC. No ano de 1964 não houve qualquer acção armada em terras bissau-guineenses por parte da FLING, com o movimento passando a desempenhar um papel simbólico como mediadores políticos.
A liderança da FLING chegou a convidar o PAIGC a integrar-se à frente com a intermediação da Organização da Unidade Africana (OUA), mas não houve êxito. Dois anos após do início da guerra pelo PAIGC, o Conselho de Ministros da OUA reconheceu este como sendo o movimento mais bem equipado e estruturado para o desenvolvimento da luta anticolonial bissau-guineense, excluindo, portanto, a FLING do plano de suporte financeiro.
Porém, somente três anos depois de reunido e formado por Senghor, a FLING passa por uma disputa interna entre as várias lideranças pela predominância na luta anticolonial que enfraqueceria definitivamente o movimento. A falta de coesão e os antagonismos tornaram-se cada vez mais fortes e causaram uma divisão em "FLING Combatente" e "FLING Ortodoxa", que defendiam, respectivamente, a continuação de uma luta armada e uma evolução pacífica do estatuto da Guiné Portuguesa. O primeiro grupo fica sob comando de François Mendy, enquanto o segundo é liderado por Formoso Gomes. Uma terceira FLING surge sob a liderança do antigo presidente Henri Labery. A FLING Ortodoxa se impõe e Mendy é afastado da liderança da FLING Combatente em 28 de dezembro de 1965, com o grupo se reunificando precariamente em 1966, buscando um acordo com Portugal.
No final da guerra de independência, em 1974, os membros da FLING sofreram severa repressão. O partido tentava se posicionar, no campo da mobilização popular, como aquele que se opôs ao PAIGC. Porém, o crescimento da influência do PAIGC pela forte participação na luta armada tornou a iniciativa infrutífera. Além disso, a FLING afundou-se gradualmente na insignificância após a queda de Senghor, em 1980.
O relaxamento democrático permitiu ao partido reorganizar-se ao final da década de 1980, mas acabou não resistindo às rivalidades e às ambições hegemónicas dos seus líderes. Nas eleições legislativas de 3 de julho de 1994 a FLING obtém 7.475 votos que dão vaga a um deputado, com François Mendy, seu candidato à presidência, ficando em quinto lugar. Foi neste momento que foi reconhecido de facto como partido político.
Mendy foi novamente afatado da liderança do partido. As cisões refletiram nas eleições parlamentares de 28 de novembro de 1999, quando perdeu seu único assento parlamentar, com seu candidato à presidência, José Catengul Mendes, terminando na décima colocação.
No final do século XX o partido perdeu força e nas eleições parlamentares de 2004, bem como nas seguintes, sequer inscreveu-se na disputa. Desapareceu do cenário político a tal ponto que ao menos pôde atender ao edital de regularização do Supremo Tribunal de Justiça (STJ) da Guiné-Bissau. Em 14 de novembro de 2022 o STJ o declarou extinto.